# Colubrina celtidifolia
Colubrina celtidifolia är en brakvedsväxtart som först beskrevs av Adelbert von Chamisso och Schltdl., och fick sitt nu gällande namn av Diederich Franz Leonhard von Schlechtendal. Colubrina celtidifolia ingår i släktet Colubrina och familjen brakvedsväxter. Inga underarter finns listade i Catalogue of Life.